# Jean-Christophe Barc
Jean-Christophe Barc és un actor, humorista, autor dramàtic i director d'escena francès.
Format amb Florent i Michel Galabru, ha participat com actor en el teatre, la televisió i el cinema, però destaca com a dramaturg, ja que ha escrit una desena d'obres i ha fet diverses adaptacions.

## Obres de teatre
- Comment s'en sortir dans la vie avec une mauvaise étoile?
- Les mille-pattes ou la cavale des berlingots.
- Cinq minutes, pas plus!
- On choisit pas ses vacances!
- La tête dans le guidon.
- Le grumeau.
- Je meurs si je veux.